# 上海汽車城駅
座標: 北緯31度17分14秒 東経121度10分34秒 / 北緯31.28722度 東経121.17611度
上海汽車城駅（シャンハイきしゃじょうえき／シャンハイオートモバイルシティえき、中文表記:上海汽车城站、英文表記:Shanghai Automobile City Station）は、中華人民共和国上海市嘉定区曹安路上海汽車城に位置する上海地下鉄11号線の駅。

## 駅構造
- 相対式ホーム2面2線の高架駅。

| 地上         |                                    |
| 相対式ホーム |                                    |
|              | ←■11号線江蘇路方面（上海賽車場駅） |
|              | →■11号線安亭方面（安亭駅）         |
| 相対式ホーム |                                    |

## 駅出口
- 1号出口 - 曹安公路南、高泉路西
- 2号出口 - 1号出口南側
- 3号出口 - 曹安公路南、安悦路東
- 4号出口 - 3号出口北側

## 歴史
- 2010年3月29日 - 開業。

## 隣の駅
上海地下鉄
■11号線
昌吉東路駅 -上海汽車城駅 - 安亭駅